# Cinnamomum taubertianum
Cinnamomum taubertianum là loài thực vật có hoa trong họ Nguyệt quế. Loài này được (Mez & Schwacke) Kosterm. miêu tả khoa học đầu tiên năm 1961.